# Ben 10: Ultimate Alien
Pour les articles homonymes, voir Ben 10.
Ben 10: Alien Force Ben 10: Omniverse
Ben 10: Ultimate Alien est une série d'animation américaine en 52 épisodes de 25 minutes créée par Duncan Rouleau, Joe Casey, Joe Kelly et Steven T. Seagle, produite chez Cartoon Network Studios, initialement diffusée entre le 23 avril 2010 et le 31 mars 2012 sur la chaîne Cartoon Network. Il s'agit de la seconde suite de la série Ben 10, la première étant Ben 10: Alien Force.

## Synopsis
Quelques mois ont passé depuis le final de Ben 10: Alien Force. Ben, maintenant âgé de 16 ans, poursuit sa carrière de héros avec l'Ultimatrix, une nouvelle version améliorée de l'Omnitrix. Cependant, un jeune fan de lui découvre son identité et la rend publique. Bien qu'il gagne sans trop de problème la confiance des enfants et de ses camarades de classe, il doit aussi faire face à la méfiance et l'hostilité ouverte de plusieurs adultes, y compris dans les médias, qui le voient comme une menace. En parallèle, cinq extra-terrestres ne figurant pas dans l'Omnitrix arrivent accidentellement sur Terre, pourchassés par un mystérieux personnage nommé Aggregor.

## Personnages
La série se centre sur Benjamin « Ben » Kirby Tennyson, le jeune et principal protagoniste de la série. Désormais âgé de 16 ans, doté de l'Ultimatrix et connu du monde entier, Ben est à peu près le même que dans Alien Force, bien qu'il vive mal l'opposition des médias envers lui. Comme dans les précédents opus de la série, Ben est accompagné de sa cousine, Gwendolyne « Gwen » Tennyson.
D'autres personnages de la série incluent Kevin Ethan Levin, un technicien et petit ami de Gwen ; Kevin a retrouvé sa forme et ses pouvoirs d'absorption du début d' Alien Force, tout en conservant les pouvoirs qu'il avait acquis dans la troisième saison. Il a également conçu un jet servant de nouveau moyen de transport sur de longues distances à l'équipe. Les scénaristes ont insinué que plus pourrait être révélé sur son passé. Julie Yamamoto est la petite amie de Ben ; elle aime le tennis, manger des frites au chili, et prendre soin de son animal de compagnie, un Galvanic Mechomorph qui s'appelle Fusée ; elle l'a aidé à suivre les faits et gestes de Glacial et aide également à Ben dans les études. Ses apparitions se font cependant moins nombreuses que dans Alien Force car elle vit mal la nouvelle célébrité de Ben qui la met quelque peu de côté. De plus, le nouveau jet de Kevin rend Fusée moins utile qu'auparavant. Ben et Gwen sont toujours accompagnés de leur grand-père Max Tennyson.
L'antagoniste principal de la série se nomme Aggregor, un Osmosian (de même race que Kevin), traque cinq extra-terrestres sur leur planète d'origine et les emprisonne dans son vaisseau dans le but d'absorber leur pouvoir, provoquant ainsi leur mort. Mais ces extra-terrestres s'échappent et viennent sur Terre pour demander du renfort à Ben. À chaque fois, Aggregor finit par les retrouver et les absorbe pour prendre la forme d'un hybride entre ces créatures. Ben essaie d'envoyer Aggregor dans le vide absolu, mais ce sera véritablement une tâche très difficile.

## Épisodes
Ben 10: Ultimate Alien est diffusée pour la première fois entre le 23 avril 2010 et le 31 mars 2012 aux États-Unis. En France, elle est diffusée sur Cartoon Network. Il a également été diffusé au Québec sur Télétoon. La série est par la suite adaptée en français par Isabelle Steiner et Philippe Berdah.
| Saisons | Saisons | Épisodes | Première date de diffusion | Dernière date de diffusion | Antagonistes                        |
| ------- | ------- | -------- | -------------------------- | -------------------------- | ----------------------------------- |
|         | 1       | 20       | 23 avril 2010              | 10 décembre 2010           | Aggregor et Ultimate Kevin          |
|         | 2       | 12       | 4 février 2011             | 29 avril 2011              | Des anciens et des nouveaux ennemis |
|         | 3       | 20       | 16 septembre 2011          | 20 avril 2012              | Vilgax                              |

## Distribution

### Voix françaises
- Alexis Tomassian : Ben, Albedo (forme de Ben), Inferno (voix 1)
- Barbara Beretta : Gwen
- Donald Reignoux : Kevin
- Thierry Murzeau : Enormausaure, Vulkanus, Quad, Boulet de Canon, Ultimate Boulet de Canon, Le Tatou, Andreas, Bivalvan, Géant, Colonel Rozum, Octogon Vreedle, Sir George, Vilgax, Hammer (épisode 6), Temposaure, Magister Hulka, Dragon (ép. 11), Patrick, Sir Reginald, Trombipulor
- Maël Davan-Soulas : Cash, Darkstar (voix 1)
- Paolo Domingo : JT, Alan, Cooper, Max jeune, Darkstar (voix 2)
- Michel Vigné : Carl Tennyson (le père de Ben), Bengalosaure, Urien, Aggregor, Glacial, Incassable, Mégachrome, P'andor, Oliver, Dagonet, Dr Animo, Squalosaure, Psyphon, Rhomboid Vreedle, Driscoll, Hex, Fusée, Inferno (Ben enfant), Gobe-Tout
- Marc Alfos : grand-père Max
- Véronique Augereau : Sandra Tennyson (la mère de Ben)
- Kelvine Dumour : l'Enchanteresse, la mère de Jimmy, Rojo
- Jean-Claude Donda : Galapagos, Pyke, Professeur Paradoxe, Addwaitya, Spellbinder, Roi Xarion, Inspecteur 13, Surgeon (épisode 6)
- Nicolas Marié : Zombozo, Will Harangue, Agent Bricen
- Jackie Berger : Jimmy Jones, Natalie Tennyson (la mère de Gwen)
- Vincent Ropion : Capitaine Nemesis, Prince Gyula
- Céline Monsarrat : Princesse Judith
- Marc Perez : Arachno-Singe, Amphibien, Argit, Méga-Méninges, Azmuth, Ra'ad, Super-Jet, Tornade, Echo Echo, Ultimate Echo-Echo, Inferno (voix 2), Energy, Accélérator, Diabolosaure, Diagon, Ssserpent
- Sauvane Delanoë : Ben Tennyson enfant
- Denis Laustriat : Eon
- Daniel Beretta : Ben 10000, Cyrus, Kolar, Edwards, Sir George jeune
- Paul Borne : Magistrat Coronach, Morgg
- Mathias Kozlowski : Pierce, Simien
- Camille Donda : Unice
- Alexandra Garijo : Julie Yamamoto, Verdona
- Yoann Sover : Winston, Tack
- Laura Préjean : Jennifer Nocturne
- Jérôme Pauwels : Séparator, Antonio
- Céline Melloul : Sunny
- Karine Foviau : Elena Validus
- Isabelle Leprince : Ma Vreedle
- Odile Schmitt : Petit Ange Vreedle, Docteur Borges, Agent Locke

## Thèmes

### Ultimatrix
Ben oblige Albedo à la lui céder après que l'Omnitrix a été détruite. Comme l'Omnitrix originale, l'Ultimatrix est liée à la planète artificielle Primus, lui donnant accès au même ADN, bien que tous n'aient pas encore été déverrouillés. En outre, grâce à une fonction créée par Albedo, certaines des formes aliens originales peuvent désormais « évoluer » en des versions améliorées, appelées Ultimate.
Les formes Ultimate connues actuellement incluent :
- Ultimate Sauvage (Ultimate Wildmutt) : version évoluée de Sauvage. A la super force, la super agilité, la super odeur, des crocs acérés, des griffes acérées et peut enfin parler[1].
- Ultimate Enormosaure (Ultimate Humongousaur) : version évoluée d'Enormosaure. Peut grandir à deux fois la taille maximale de l'original et transformer ses mains en lance-missiles organiques[1].
- Ultimate Régénérator (Ultimate Swampfire) : version évoluée de Régénérator. Produit de l’électricité contrairement à Régénérator qui produit des flammes, ainsi que des bombes incendiaires explosives[1].
- Ultimate Glacial (Ultimate Big Chill) : version évoluée de Glacial. Outre les capacités de base, il est désormais capable de produire du feu qui consume la chaleur, gelant tout ce avec quoi il entre en contact, y compris l'air[1].
- Ultimate Echo Echo : version évoluée d'Echo Echo. Peut créer des « disques soniques », il peut aussi voler[1].
- Ultimate Arachno-Singe (Ultimate Spidermonkey) : version évoluée d'Arachno-Singe. Ressemble à un gorille avec des pattes d'araignée dans le dos, possédant une force très supérieure à sa version de base. Il n'a plus de queue et tire désormais sa toile depuis sa bouche, dont la mâchoire du bas se sépare alors en deux[1].
- Ultimate Boulet de Canon (Ultimate Cannonbolt) : version évoluée de Boulet de Canon. Possède une carapace équipée de piquants[1].

De nouveaux aliens sont également introduits :
- HydroJet (Water Hazard): grand extra-terrestre à l'aspect de robot. Il est partiellement amphibie, possède une force surhumaine et peut projeter des rafales d'eau depuis ses mains.
- Tornade (Terraspin): alien semblable à une grande tortue bipède, capable de voler et de générer de puissantes rafales de vent.
- Energy (NRG): un alien radio-actif aux pouvoirs basés sur la chaleur, enfermé dans une armure robotique qui résiste aux radiations nucléaires.
- Le Tatou (Armordrillo): une créature en armure jaune avec des marteaux-piqueurs à la place des avant-bras. Il possède une force surhumaine, et est capable de creuser ou de provoquer des tremblements de terre.
- Amphibien (Ampfibian): sorte de méduse humanoïde capable de léviter, de nager très rapidement, de lire les pensées, de produire/contrôler l'électricité. Il fait partie des races spectrales (dont la race de Spectral et celle de Glacial et Ultimate Glacial)
- Nanomech (Nanomech): petit alien, vu pour la première fois dans Ben 10: Alien Swarm. Peut voler, rétrécir et lancer des tirs d'énergie.
- Caméléon (ChamAlien) : est un lézard gris qui possède trois yeux triangulaires de couleur rouge, bleu et vert. Il est capable de devenir invisible, il possède aussi une queue puissante renfermant un dard.
- Axelerator (Fastrack) : est un alien de forme humaine de couleur bleue avec des bottes et un masque de couleur noir. Il est capable de courir très vite et, est aussi très fort.
- Articosaure (Articguana): est un alien bleu qui ressemble à un iguane. Il est capable de cracher de la glace par la bouche ainsi que par ses mains. Il est anciennement appelé Articguana et est réutilisé par Ben 10000 dans Le retour de Ben 10000.
- Temposaure (Clockwork) : est un alien qui possède une armure de type Tolmèque de couleur or et a une espèce et a une "crête" sur la tête. Il est capable de voyager dans le temps et de tirer des tirs temporels et est capable de remonter dans le temps. Il est utilisé pour la première fois par Ben 10000 dans Le retour de Ben 10000.
- Squalosaure (eatle) : il possède les mêmes pouvoirs que Gobe-Tout. Il ressemble à un scarabée-rhinocéros qui marche sur deux pattes de couleur sombre, il possède aussi une bouche métallique au niveau des épaules.
- Diabolosaure (Jerry rig) a été annoncé pour apparaître dans les futurs épisodes de Ben 10 Ultimate Alien. Ces pouvoirs auraient des rapports avec la technologie. Il ressemble à un gobelin diabolique rouge avec un long nez. Il peut assembler ou désassembler les technologies.

Des aliens de Ben 10 sont réintroduits. En plus de Boulet de Canon, Gobe-Tout, Incassable et Géant, 4 aliens de la première série sont réintroduits :
- Machoire (Ripjaws) : est un poisson de forme humaine. Il est capable de nager extrêmement vite dans l'eau et possède une mâchoire capable de broyer tout ce qui l'entoure (métal, bois, aluminium...)
- Inferno (Heatblast) : est un alien dont le corps est constitué entièrement de feu, de plus il a une forme humaine. Il est capable de produire de grands jets de feu et peut aussi créer une plateforme qui lui permet de voler.
- Quad (Fourarms) : est un alien de couleur rouge à quatre bras. Il possède une force incroyable mais il est cependant très maladroit.
- Sauvage (Wildmutt) : il ressemble à un chien orange, il n'a pas d'yeux et possède une mâchoire assez puissante. En dépit du fait qu'il ne voit rien, son odorat est suffisamment développé pour pallier ce problème.
- Spectral (Ghostfreak) : c'est une espèce de fantôme qui peut devenir invisible ou traverser les murs. Il lévite, il peut prendre possession, il peut faire de la télépathie, et fait sortir de terrifiants tentacules de son ventre puis attrape ces ennemis avec et en fait ce qu'il veut. Dans le noir sa force augmente.

## Médias
Un jeu vidéo, intitulé Ben 10 Ultimate Alien: Cosmic Destruction est commercialisé sur PlayStation 3. Les aliens présents incluent : Énormosaure, Echo Echo, Régénérator, Glacial, Arachno-singe et leurs versions ultimes comme attaques spéciales, Hydro-Jet, Energy, Tornade, Le Tatou, Amphibien, et Geant pour la dernière mission.